# EénNL
EénNL (deutsch Eine NL) war eine niederländische Partei. Sie gehört zu den Parteien, die während des Zerfallsprozesses der Lijst Pim Fortuyn (LPF) entstanden sind und diese sowohl personell als auch programmatisch in wesentlichen Teilen beerben.

## Geschichte
EénNL wurde am 23. August 2006 im Vorfeld der anstehenden Parlamentswahlen von Marco Pastors gegründet, der bis dahin Beigeordneter für die Lokalpartei „Leefbar Rotterdam“ gewesen war, bei der auch Pim Fortuyn seinen politischen Aufstieg begonnen hatte. Pastors trat auch als Spitzenkandidat an, den zweiten Listenplatz erhielt Joost Eerstmans, der zuvor Abgeordneter für die LPF im niederländischen Unterhaus gewesen war und nach seinem Übertritt sein Mandat behalten hatte. Die Bedeutung Eerdmans' wurde durch die Langform des Parteinamens „EénNL - Die Partei von Marco Pastors und Joost Eerstmans“ besonders herausgestellt. Mit Gerlof Jukema und Hans Smolders fanden sich zwei weitere ehemalige LPF-Abgeordnete auf der Kandidatenliste ein. Des Weiteren konnten für diese einige weitere bekannte Akteure gewonnen werden, so der Vorsitzende (bis September 2006) der Contactgroep Islam, Hikmat Mahawat Khan, der Journalist Sander Simons und der jüngste Bruder Pim Fortuyns Simon Fortuyn, der allerdings mit Platz 30 auf der Kandidatenliste von vornherein auf einer für die Wahl aussichtslosen Position stand. Ein Abgeordneter der VVD, Anton van Schijndel, schloss sich, nachdem er von seiner Fraktion ausgeschlossen worden war, ebenfalls EénNL an und bildete zusammen mit Eerdmans die Gruppe Eerdmans-Van Schijndel, die kurzzeitig eine De-facto-Fraktion der EénNL im Parlament bildete.
Nachdem Pastors in einer Wahlwerbung im Radio den Vorwurf getätigt hatte, dass einer drohenden Islamisierung der Niederlande genauso wenig begegnet werde wie einstmals dem Aufstieg der Nazis in den 1930er Jahren, sah die Partei Islam Democraten darin eine Verunglimpfung und versuchte dagegen eine einstweilige Verfügung zu erreichen, scheiterte damit jedoch vor Gericht.
EénNL trat kurz nach ihrer Gründung bei den Parlamentswahlen von 2006 an, erlebte jedoch eine große Enttäuschung, als sie mit 62.829 Stimmen (0,6 %) die Partei wurde, die am knappsten den Einzug (es fehlten etwa 3.000 Stimmen) ins niederländische Unterhaus verpasste. Seit den Wahlen hat EénNL faktisch jegliche Aktivität eingestellt, die Website erfuhr keine Aktualisierungen mehr, bei den Provinzwahlen von 2007 trat die Partei nicht mehr an.

## Parteiprogramm
Dem eigenen Verständnis als Erbin der Ideale Fortuyns getreu setzte sich EénNL in ihrem Wahlprogramm für eine Bekämpfung des politischen Islam und eine starke Begrenzung der Zuwanderung ein. Liberal gesinnte Moslems, die sich in die niederländische Gesellschaft integrieren wollen (Mahawat Khan gehört den Ahmadiyya an), sollten unterstützt werden. Die Partei war EU-kritisch und sprach sich gegen eine europäische Verfassung sowie für den vorläufigen Stopp der Beitrittsverhandlungen mit der Türkei aus.
EénNL strebte eine komplette Neuordnung der Staatssystems an. Zielsetzungen waren die Abschaffung des Oberhauses, die Verringerung der Zahl der Abgeordneten im Unterhaus von 150 auf 100, die Abschaffung der Provinzen zugunsten drei wirtschaftlicher Kernregionen, die Direktwahl des Ministerpräsidenten und von Bürgermeistern, mehr Direkte Demokratie und die Abschaffung des gesonderten Beamtenrechts.
In wirtschaftlichen Belangen trat EénNL für Steuersenkungen ein, sowohl die Nutzung von Kernenergie als auch die Weiterentwicklung von erneuerbaren Energien sollte gefordert werden. Ausländische Krankenkassen sollten zugelassen werden, um für mehr Konkurrenz zu sorgen.
Neben einer allgemeinen Verschärfung des Strafrechts sprach sich EénNL unter anderem für die Privatisierung von Gefängnissen und die Veröffentlichung von Fotos von Wiederholungstätern im Internet aus.

## Ergebnisse bei nationalen Wahlen
| Jahr | Stimmen | Prozent | +/- | Sitze | +/- |
| ---- | ------- | ------- | --- | ----- | --- |
| 2006 | 62.829  | 0,6 %   |     | 0     |     |